# グラン昼特急出雲号
グラン昼特急出雲号（グランひるとっきゅういずもごう）は、京都府京都市・大阪府大阪市と島根県松江市・出雲市を結ぶ昼行高速バスである。本稿では夜行便であるドリーム出雲号（ドリームいずもごう）とグランドリーム出雲号（グランドリームいずもごう）、2023年9月30日まで同区間を運行していた昼行便出雲エクスプレス大阪京都号（いずもエクスプレスおおさか/きょうとごう）と夜行便出雲ドリーム大阪京都号（いずもドリームおおさか/きょうとごう）、同年1月31日まで同区間を運行していた昼行便出雲エクスプレス京都号（いずもエクスプレスきょうとごう）、2020年11月30日まで同区間を運行していた夜行便出雲縁結びドリーム京都号（いずもえんむすびドリームきょうとごう）および、2017年2月28日までの愛称であった出雲阿國号（いずものおくにごう）も同時に解説する。
全便座席指定制のため、乗車には予約が必要。
以前設定されていた便名コードは43xxx。

## 運行会社

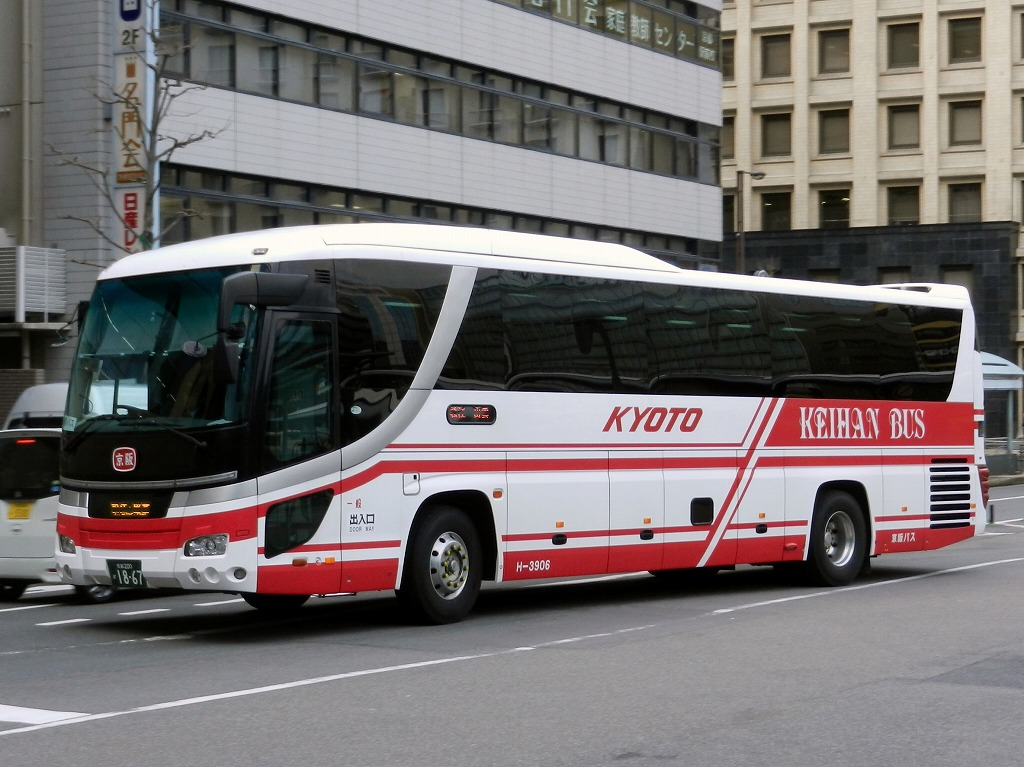
出雲阿国号（京阪バス）

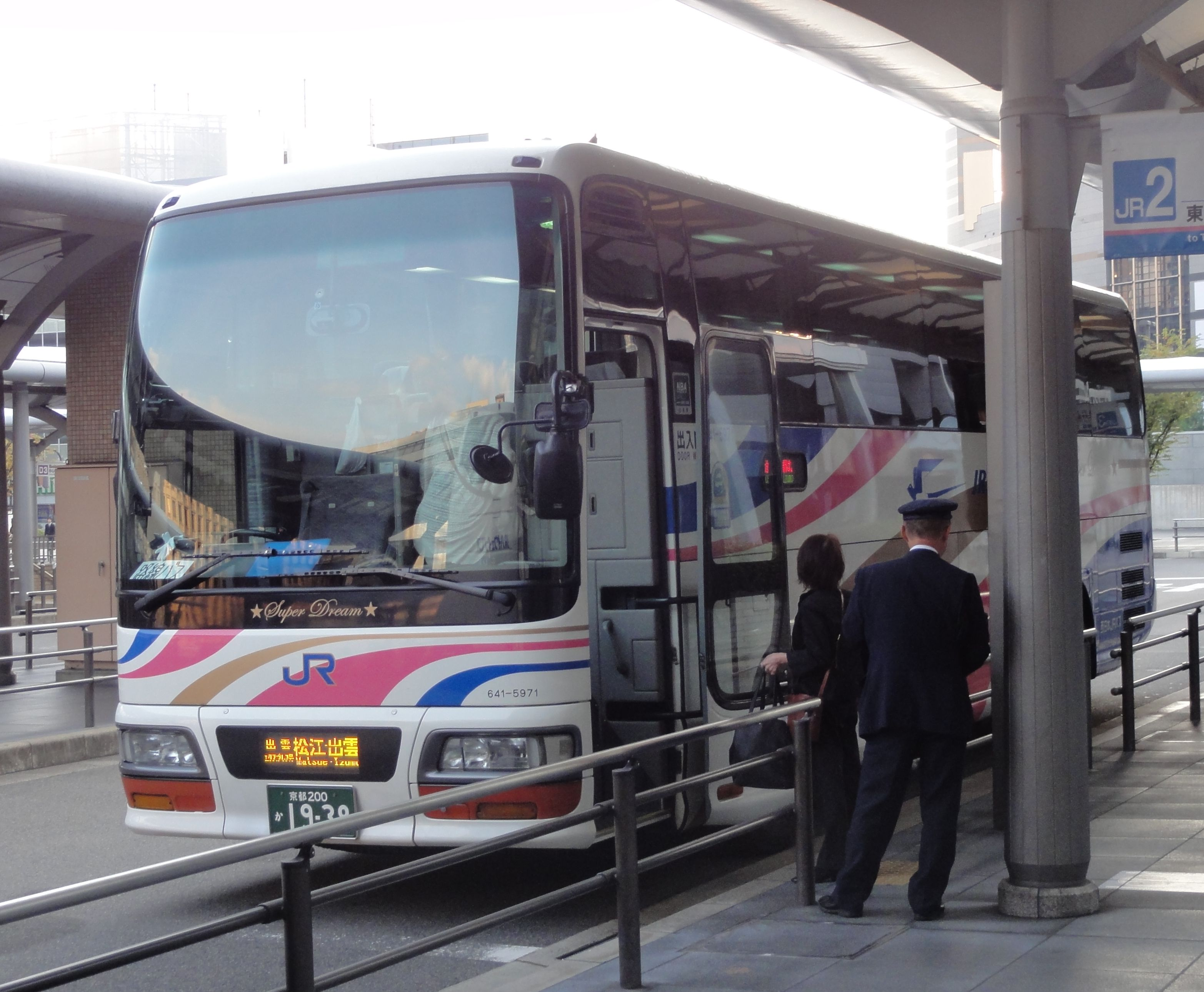
出雲エクスプレス京都号（西日本JRバス）

- JRバス中国（島根支店）
  - 昼行便4往復、夜行便2往復を担当。

### 過去の運行会社
- 京阪バス（洛南営業所）
- 一畑バス（出雲支社）
- 西日本ジェイアールバス（京都営業所）
  - 夜行便1往復（出雲縁結びドリーム京都号）を担当していた。

## 運行経路および停車停留所
※京都府～大阪府、島根県内での相互の乗降はできない。
京都駅 - （国道1号 - 京都南IC - 名神高速道路 - 豊中IC - 阪神高速11号池田線 - 梅田出入口<大阪行き>/福島出入口<京都行き>） - 大阪駅JR高速バスターミナル - （福島出入口<山陰方面行き>/梅田出入口<大阪行き> - 阪神高速11号池田線 - 池田出入口 - 大阪府道2号大阪中央環状線 - 中国池田IC - 中国自動車道 - 米子自動車道 - 山陰自動車道 - 松江中央IC） - 松江駅  - （松江西IC - 山陰自動車道） - 宍道 - （山陰自動車道） - 斐川インター - （国道9号・国道184号） - 出雲市駅 → 出雲大社（京都発夜行便のみ）
- 京都発着便は赤松PA（社PAの場合もある）・勝央SA・蒜山高原SA（大山PAの場合もある）、大阪発着便は加西SA（安富PAの場合もある）・蒜山高原SAで休憩するが、夜行便は最初の休憩箇所でのみ開放休憩を行う。また夜行便は出雲行きは大山PA、大阪・京都行きは赤松PAで乗務員の仮眠と時間調整を兼ねた長時間停車を行う。
- 基本的には全区間一人乗務だが、勝央SAで乗務員交代を行う場合がある。その場合は大阪発着便でも勝央SAに休憩停車する。
- くにびき号とは大阪府内の経路が違い、北上（南下）には阪神高速道路を使用し、新御堂筋は事故通行止めなどの事情がある場合以外通行しない。くにびき号が停車する阪急高速バス新大阪ターミナル、千里ニュータウン、宝塚インターチェンジ、西宮北インターチェンジ、玉造の各バス停には停車しない。

## 運行回数
- 昼行便1日4往復、夜行便1日2往復（京都駅発着の1往復は「グランドリーム出雲号」、大阪駅発着の1往復は「ドリーム出雲号」）

## 歴史
- 2002年（平成14年）10月18日 - 西日本JRバス・京阪バス・一畑バス・中国JRバスの4社により京都 - 出雲間で運行開始[1][2]。昼行便1日3往復、夜行便1日1往復の計4往復[2]。
- 2011年（平成23年）6月1日 - 「斐川インター」停留所を追加。
- 2017年（平成29年）3月1日 - 京阪バス、一畑バスが運行から撤退[3][4] し、昼行が1往復減。同時に名称を、昼行は「出雲エクスプレス京都1〜4号」に統一、夜行は「出雲縁結びドリーム京都1・2号」に変更。「出雲阿國号」の名称は廃止となる。名神大山崎・ 名神高槻の各停留所を廃止[5]。
- 2020年（令和2年）
  - 4月9日 - 新型コロナウイルス感染拡大の影響により全便運休。
  - 6月13日 - 昼夜とも全便運行再開。
  - 10月1日 - この日の出発便より同年11月30日の出発便まで夜行便の「出雲縁結びドリーム京都1・2号」が運休[6]。後述の運行休止により、「出雲縁結びドリーム京都1・2号」は同年9月30日の出発便が事実上の最終運行となった[6]。
  - 12月1日 - 運休していた夜行便の「出雲縁結びドリーム京都1・2号」が運行を休止し、西日本JRバスが運行から撤退[7]。中国JRバスの単独運行となり、昼行便の「出雲エクスプレス京都1～4号」のみの運行となる[6]。
- 2023年（令和5年）
  - 2月1日 - 大阪~出雲線「くにびき号」の中国JRバス担当便と統合し「出雲エクスプレス大阪京都号/出雲ドリーム大阪京都号」として運行、路線休止していた夜行便1往復も再開された。これにより大阪発着の3往復と合わせて1日6往復運行となったが、京都駅から出雲市駅までの昼行便の所要時間は従来より1時間以上延び約7時間となった[8]。
  - 10月1日 - 「玉造」停留所を廃止。新型クレイドルシート搭載のグラン車両にて運行（大阪駅発着の夜行便ドリーム出雲号を除く）。便名称を「出雲・松江～大阪・京都線（グラン昼特急出雲号・グランドリーム出雲号／ドリーム出雲号）」へ変更[9]。

## 車両
グラン昼特急／グランドリーム出雲号は原則としてグランドリーム号仕様いすゞ・ガーラハイデッカー車（独立3列シート）で運行するが、車両運用の都合で通常独立3列仕様車で運行することもある。ドリーム出雲号は通常独立3列仕様車で運行する。多客期の続行便は4列シートトイレ無し車で運行される場合がある。
西日本ジェイアールバスが担当していた出雲縁結びドリーム京都号はグランドリーム仕様車で運行されていた。

## 車内設備
- 3列シート
- フットレスト
- レッグレスト
- トイレ
- 毛布（夜行便のみだが、新型コロナウイルス対策によりサービス中止中）
- 仕切りカーテン（グランドリーム仕様車のみ。夜行便のみならず、昼特急でも使用可。装備されない車両で運行する場合あり）
- コンセント（装備されない車両で運行する場合あり）